# 1987–1988-as magyar férfi vízilabda-bajnokság (másodosztály)
Az 1987–1988-as magyar férfi másodosztályú vízilabda-bajnokságban tíz csapat indult el, a csapatok két kört játszottak.

## OB II/A Tabella
| #   | Csapat                         | M  | Gy | D | V  | G+  | G-  | P  | Megjegyzés     |
| --- | ------------------------------ | -- | -- | - | -- | --- | --- | -- | -------------- |
| 1.  | KSI                            | 18 | 16 | 1 | 1  | 287 | 177 | 33 |                |
| 2.  | Tipográfia TE                  | 18 | 14 | 0 | 4  | 242 | 202 | 28 |                |
| 3.  | MAFC                           | 18 | 11 | 2 | 5  | 239 | 205 | 23 | 1 pont levonva |
| 4.  | Hódmezővásárhelyi VSE          | 18 | 10 | 1 | 7  | 207 | 210 | 21 |                |
| 5.  | Csongrád-Bokros Kossuth TSZ SK | 18 | 8  | 1 | 9  | 209 | 204 | 17 |                |
| 6.  | Ceglédi VSE                    | 18 | 6  | 1 | 11 | 196 | 215 | 13 |                |
| 7.  | Egri Vízmű                     | 18 | 6  | 0 | 12 | 172 | 197 | 11 | 1 pont levonva |
| 8.  | Csatornázási Művek SK          | 18 | 4  | 3 | 11 | 151 | 193 | 11 |                |
| 9.  | Bánki Donát FSE                | 18 | 5  | 1 | 12 | 176 | 214 | 10 | 1 pont levonva |
| 10. | Ybl Miklós FSE                 | 18 | 5  | 0 | 13 | 173 | 226 | 9  | 1 pont levonva |

* M: Mérkőzés Gy: Győzelem D: Döntetlen V: Vereség G+: Dobott gól G-: Kapott gól P: Pont

## OB II/B
Bajnokság végeredménye: 1.Külker SC; 2.Eger SE II; 3.Liget SE; 4.Miskolci Vízművek SC; 5.Békéscsaba; 6.Pécsi MSC; 7.Schönherz DSK; 8.KVSC II; 9.Miskolci EAFC; 10.Siketek SC;